# Museu Picasso (Barcelona)
O Museu Picasso é um museu de arte localizado em Barcelona, na Espanha. Foi declarado museu de interesse nacional pela Generalidade da Catalunha.

## História
É um museu popular instalado em cinco palácios. Em 1963, o museu foi aberto ao grande público com obras que Jaume Sabartés ofereceu ao seu amigo Picasso. Após a morte de Sabeates, o próprio Picasso ofereceu obras.[carece de fontes?]
Uma das obras mais famosas que Picasso doou ao museu foi Las meninas.